# Andy Cappelle
Andy Cappelle (* 30. April 1979 in Ostende) ist ein ehemaliger belgischer Radrennfahrer.
Andy Cappelle begann seine Karriere 2001 bei dem Radsport-Team Saint-Quentin–Oktos. Nach einem Jahr wechselte er zu Marlux, wo er den Grote Prijs Stad Vilvoorde gewann. 2004 fuhr er für die Mannschaft Chocolade Jacques. Ab 2006 fuhr Cappelle für das belgische Professional Continental Team Landbouwkrediet-Colnago. Er wurde in seinem ersten Jahr dort Sechster beim Grand Prix Rudy Dhaenens, Fünfter bei der Boucles de l’Aulne und Dritter beim Nationale Sluitingprijs. 2007 feierte seinen bis dahin größten Erfolg, als er den Sparkassen Giro Bochum (inkl. Gesamtsprintwertung) gewann.
Ende der Saison 2013 beendete er seine Karriere als Berufsradfahrer.

## Erfolge
2002
- Grote Prijs Stad Vilvoorde

2007
- Sparkassen Giro Bochum
- eine Etappe Rothaus Regio-Tour

2010
- eine Etappe Rhône-Alpes Isère Tour
- Polynormande